# Promissione ducale
La promissione ducale (in latino promissio domini ducis) era il giuramento costituzionale pronunciato da ciascun Doge della Repubblica di Venezia all'atto dell'assunzione della carica: in essa veniva promessa fedeltà alla Repubblica ed erano riconosciute le limitazioni ai propri poteri.
Istituito per la prima volta nel 1148, il testo della promissio, continuamente aggiornato e modificato ad ogni nuova elezione, veniva redatto da un'apposita commissione di Promissori ducali: fondamentale per la forma repubblicana e consiliare dello Stato, esso costituiva l'atto con cui il Doge, effettivamente sovrano eletto (formalmente la carica corrispondeva all'antico Dux della Venetia), si privava dell'esercizio del potere e del diritto di successione in favore del sistema oligarchico.